# Mortier de 240 mm
Il Mortier de 240 mm era una bombarda di grosso calibro francese della prima guerra mondiale, che conobbe un largo impiego anche nel dopoguerra presso diverse forze armate europee.

## Storia

### 240 mm CT
Il primo mortaio da trincea regolamentare francese, il 58 mm T Nº 1, 1 bis e 2, giunse sui campi di battaglia nel primo quarto del 1915 ed immediatamente dimostrò la propria utilità nel battere con il tiro curvo le trincee nemiche e nel devastare i reticolati di filo spinato. Tuttavia i proietti si dimostrarono inefficaci contro i rifugi più profondi e le opere più indurite. L'alto comando francese, attraverso il ministro degli armamenti Albert Thomas ed il generale Jean Dumézil, richiese così lo sviluppo di un mortaio pesante che colmasse il divario tra le bombarde da 58 mm ed i potenti Minenwerfer tedeschi.
La Société des Batignolles realizzò quindi il matériel de 240 mm court de tranchée mòdele 1915 (240 mm CT Mle 1915), che sparava una granata da 87 kg a 1.030 m, con una carica di lancio di 710 g. L'arma venne ordinata nel luglio 1915 ed ebbe un brillante esordio operativo nella seconda battaglia della Champagne, iniziata il 25 settembre 1915. Il peso era di ben 1.003 kg (dei quali 550 kg costituiti dalla piattaforma di legno) ma la scarsa mobilità era compensata dalla lunga gittata, che ne consentiva lo schieramento in posizione arretrata rispetto alla prima linea: gli effetti devastanti della bomba "M" da 87 kg (dei quali 47 kg di esplosivo), che veniva lanciata a 1.025 m (1.440 m per la bomba "T" da 83 kg e 42 kg di esplosivo), causavano terrore e devastazione nelle trincee tedesche.

### 240 mm LT
La produzione della bombarda da 240 mm CT Mle 1915 venne interrotta nel 1916 dopo solo 182 pezzi (100 realizzati nel 1915 e 82 nel 1916), lasciando il posto alla versione con canna allungata denominata matériel de 240 mm long de tranchée mòdele 1916 (240 mm LT Mle 1916), con gittata, affidabilità e balistica migliorate. Questa versione con canna allungata era ad avancarica come la precedente, ma la carica di lancio (da 1,3 kg), contenuta nel bossolo del 155 mm CTR Mle 1904, veniva inserita dalla culatta a cassetto e tirava una granata da 81 kg a 2.071 m. La messa in batteria del pezzo era lunga e difficoltosa, in particolare a causa dell'elevato peso della piattaforma di tiro in legno ed acciaio, di 2.600 kg, che ne limitava la mobilità. Nonostante il peso totale in batteria di 3,5 t, il pezzo divenne operativo nel luglio 1916 e fu usato massicciamente e con successo durante la battaglia della Somme.
Questo mortaio pesante da trincea era un'arma da assedio, schierata sul fronte occidentale per distruggere capisaldi e bunker pesantemente protetti, invulnerabili a mortai leggeri e cannoni campali. I francesi stimavano che per distruggere una casamatta con soffitto in cemento armato servissero 80 bombe da 240 mm. L'utilità dell'arma tuttavia andò scemando nel corso della Grande Guerra poiché in conseguenza del cambio di strategia dei tedeschi, che optarono per una linea del fronte più leggera, vennero a mancare gli obiettivi; divenne poi totalmente desueta con il ritorno alla guerra di movimento a metà del 1918.
La bombarda da 240 mm LT venne prodotta in 477 pezzi, dei quali solo 64 terminati prima della fine della guerra.

## Derivati

### 9,45 inch Trench Mortar

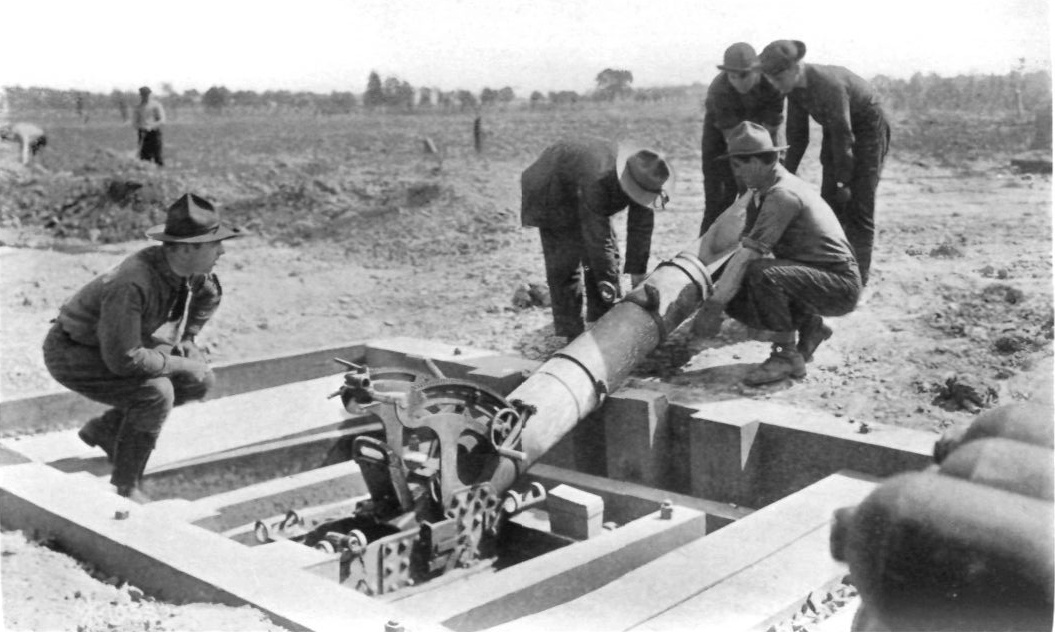
Artiglieri statunitensi impegnati del caricamento del pezzo

La versione LT fu adottata praticamente immodificata dalla American Expeditionary Forces. Verso la fine della guerra fu prodotta su licenza dalla David Lupton's Sons Co. per l'United States Army, indicata come 9,45 inch Trench Mortar.

### 240 mm C/L/A

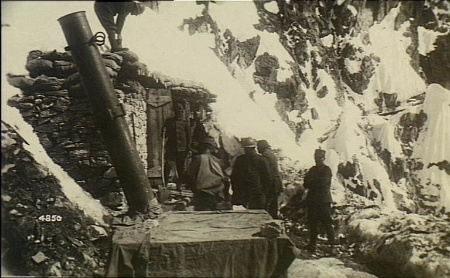
Bombarda da 240 mm L sull'Adamello, 1918 circa.

Il 240 mm CT fu acquistato dal Regio Esercito quando il Regno d'Italia ancora non era entrato in guerra. Durante la guerra vennero acquistate e realizzate su licenza dalla Vickers-Terni sia la versione a canna corta che quella a canna lunga, denominate rispettivamente Bombarda da 240 C e Bombarda da 240 L, oltre ad una versione con canna allungabile tramite l'aggiunta di un elemento di tubo imbullonato alla volata, la Bombarda da 240 A. Nonostante l'obsolescenza, all'entrata dell'Italia nel secondo conflitto mondiale nel 1940, risultavano negli arsenali del Regio Esercito ancora 334 pezzi, schierati in forza alla Guardia alla Frontiera ai confini con Francia e Jugoslavia.

### 9,45 inch Mortar Mk I/II
Due versioni del mortaio 240 mm LT furono prodotte su licenza nel Regno Unito rispettivamente come 9,45 inch Mortar Mark I e Mark II, conosciute con il soprannome "Flying Pig". La modifica principale riguardava la culatta, in cui il meccanismo a retrocarica a cassetto con carica propulsiva in bossolo venne sostituito da una culatta solida, con un focone per innescare la carica di lancio caricata dalla volata.

### 24 Minenwerfer M. 16
Basandosi su esemplari italiani catturati dagli austro-ungarici, la Böhler AG produsse 400 copie della bombarda, denominati 24 Minenwerfer M. 16. Tuttavia gli austriaci ebbero problemi nel riprodurre la miscela della polvere della carica di lancio e le loro granate soffrirono di eccessiva dispersione.

### 24 cm schwere Flügelminenwerfer IKO
Anche il tedesco 24 cm schwere Flügelminenwerfer IKO, realizzato per l'Esercito imperiale tedesco, fu sviluppato su imitazione del pezzo francese.